# José Miguel Asimbaya Moreno

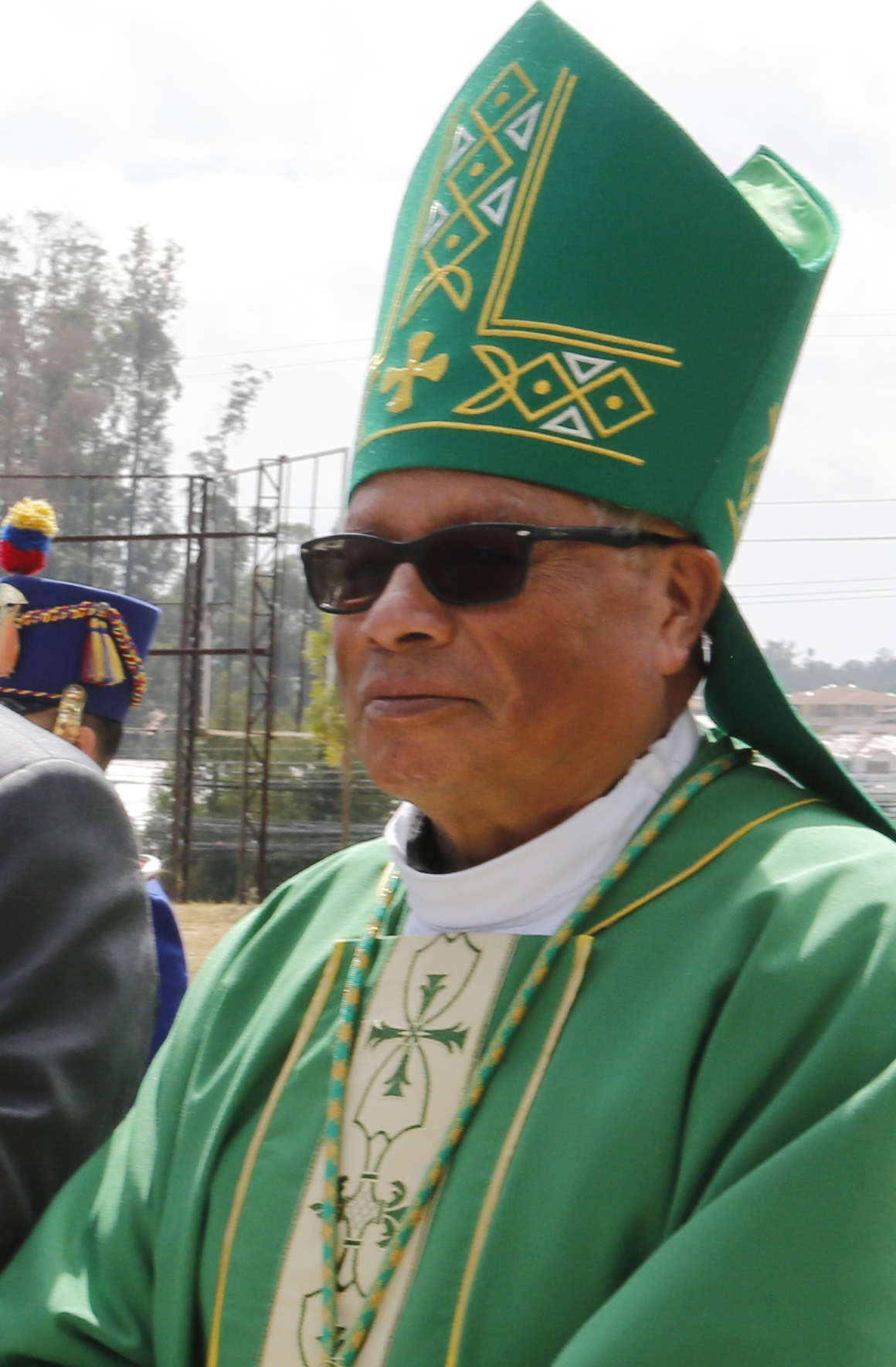
José Miguel Asimbaya Moreno, 2023

José Miguel Asimbaya Moreno (* 31. Oktober 1959) ist ein ecuadorianischer römisch-katholischer Geistlicher und Militärbischof von Ecuador.

## Leben
José Miguel Asimbaya Moreno trat in das Priesterseminar des Erzbistums Quito ein und studierte Philosophie und Theologie an der Päpstlichen Katholischen Universität von Ecuador. Am 23. November 1989 empfing er das Sakrament der Priesterweihe für das Erzbistum Quito.
Nach weiteren Studien erwarb er an der Päpstlichen Universität Gregoriana das Lizenziat in Moraltheologie. Neben verschiedenen Aufgaben in der Pfarrseelsorge war er Bischofsvikar mit Zuständigkeit für ein Gebiet mit 50 Pfarreien im Norden von Quito. Zwei Jahre war er Pfarrer der zur Kathedrale des Erzbistums gehörenden Pfarrei El Sagrario. 2019 war er amtierender Generalvikar und ab 2020 Kanzler des Erzbistums. Er gehörte dem Domkapitel der Kathedrale, dem Diözesanwirtschaftsrat und dem Rat für die Ordensgemeinschaften an.
Papst Franziskus ernannte ihn am 31. Januar 2023 zum Militärbischof von Ecuador. Die Bischofsweihe empfing er am 19. April desselben Jahres in der Basílica del Voto Nacional in Quito.